# Cantonul Pons
Cantonul Pons este un canton din arondismentul Saintes, departamentul Charente-Maritime, regiunea Poitou-Charentes, Franța.

## Comune
| Comune                   | Populație (1999) | Cod poștal | Cod INSEE |
| ------------------------ | ---------------- | ---------- | --------- |
| Avy                      | 473              | 17800      | 17027     |
| Belluire                 | 169              | 17800      | 17039     |
| Biron                    | 234              | 17800      | 17047     |
| Bougneau                 | 500              | 17800      | 17056     |
| Brives-sur-Charente      | 223              | 17800      | 17069     |
| Chadenac                 | 419              | 17800      | 17078     |
| Coulonges                | 214              | 17800      | 17122     |
| Échebrune                | 491              | 17800      | 17145     |
| Fléac-sur-Seugne         | 339              | 17800      | 17159     |
| Marignac                 | 379              | 17800      | 17220     |
| Mazerolles               | 252              | 17800      | 17227     |
| Montils                  | 721              | 17800      | 17242     |
| Pérignac                 | 972              | 17800      | 17273     |
| Pons                     | 4.454            | 17800      | 17283     |
| Rouffiac                 | 389              | 17800      | 17304     |
| Saint-Léger              | 551              | 17800      | 17354     |
| Saint-Seurin-de-Palenne  | 152              | 17800      | 17398     |
| Saint-Sever-de-Saintonge | 606              | 17800      | 17400     |
| Salignac-sur-Charente    | 613              | 17800      | 17418     |